# Anaxibia peteri
Anaxibia peteri är en spindelart som först beskrevs av Roger de Lessert 1933.  Anaxibia peteri ingår i släktet Anaxibia och familjen kardarspindlar.
Artens utbredningsområde är Angola. Inga underarter finns listade i Catalogue of Life.